# Perditorulus calcaratus
Perditorulus calcaratus är en stekelart som beskrevs av Christer Hansson 1996. Perditorulus calcaratus ingår i släktet Perditorulus och familjen finglanssteklar.
Artens utbredningsområde är:
- Costa Rica.
- Ecuador.

Inga underarter finns listade i Catalogue of Life.